# Les Salles-de-Castillon
Les Salles-de-Castillon (okzitanisch: Las Salas de Castilhon) ist eine südwestfranzösische Gemeinde mit 321 Einwohnern (Stand: 1. Januar 2022) im Département Gironde in der Region Nouvelle-Aquitaine. Die Gemeinde gehört zum Arrondissement Libourne und zum Kanton Les Coteaux de Dordogne. 

## Lage
Les Salles-de-Castillon liegt etwa 40 Kilometer ostnordöstlich von Bordeaux. Der Fluss Leyehou begrenzt die Gemeinde im Osten. Umgeben wird Les Salles-de-Castillon von den Nachbargemeinden Francs im Norden, Minzac im Norden und Nordosten, Montpeyroux im Osten, Saint-Michel-de-Montaigne im Südosten, Gardegan-et-Tourtirac im Süden und Südwesten, Saint-Philippe-d’Aiguille im Westen sowie Saint-Cibard im Nordwesten.

## Bevölkerungsentwicklung
| Jahr                       | 1962 | 1968 | 1975 | 1982 | 1990 | 1999 | 2006 | 2017 |
| Einwohner                  | 333  | 334  | 270  | 283  | 324  | 369  | 342  | 363  |
| Quellen: Cassini und INSEE |      |      |      |      |      |      |      |      |

## Sehenswürdigkeiten
- Menhire Clotte (Monument historique seit 1889) und Peyre Lebade
- Dolmen Puy Landy, Monument historique seit 1889
- Kirche Saint-Pierre, seit 1925 Monument historique